# Lumacaftor/Ivacaftor

Formules topologiques de l'Ivacaftor et du Lumacaftor

Lumacaftor/Ivacaftor (dénomination commerciale Orkambi) est une combinaison de médicaments pour les personnes atteintes de mucoviscidose avec la mutation génétique homozygote ΔF508. Elle contient deux molécules actives, le Lumacaftor et l'Ivacaftor.
Le principe d'action de l'Ivacaftor consiste en l'augmentation de l'activité de la protéine CFTR à la surface de la cellule épithéliale, tandis que le Lumacaftor agit en augmentant la quantité de protéine CFTR à la surface de la cellule.
Cette combinaison de médicaments a reçu une autorisation de mise sur le marché (AMM) aux États-Unis en 2015, tandis qu'elle est encore en autorisation temporaire d'utilisation (ATU) en France.

## Usage médical
La combinaison des deux molécules est utilisée en traitement des personnes atteintes de mucoviscidose homozygotes avec la mutation ΔF508.
Il raccourcit l'intervalle QT sur l'électrocardiogramme de certains patients porteurs d'un syndrome du QT long de type 2], constituant une piste thérapeutique.

## Effets indésirables et interactions
Une élévation des transaminases a été notée chez certains patients sous combiné. Des précautions doivent donc être prises pour les personnes avec des pathologies hépatiques.
Certaines personnes reportent une gêne respiratoire après la prise des comprimés. De plus, certains enfants sous traitement ont développé une cataracte. 
Le combiné Lumacaftor/Ivacaftor peut interférer avec la pilule contraceptive. Il est aussi recommandé de réduire le dosage des comprimés si le patient prend des inhibiteurs de CYP3A.

## Mécanismes d'action
La mutation ΔF508 a pour conséquence un mauvais repli de la protéine CFTR ce qui induit sa destruction par la cellule peu après sa synthèse. Le lumacaftor protège la protéine et accroît ainsi le nombre de CFTR arrivant à la surface de la cellule,. L'Ivacaftor est un potentiateur de la protéine CFTR qui est à la surface de la cellule, accroissant la probabilité d'ouvrir le canal défectueux permettant aux ions chlorure de traverser la membrane cellulaire.

## Propriétés physiques
Les deux molécules sont constituées de poudre blanche pratiquement insoluble dans l'eau. Leur combinaison est présentée sous la forme d'un comprimé contenant 200 mg de lumacaftor et 125mg d'ivacaftor.

## Histoire
Lumacaftor/ivacaftor a été approuvé par la FDA (federal drug agency) aux États-Unis en juillet 2015. En France, une ATU (autorisation temporaire d'utilisation) a été délivrée en 2015 en attente de l'AMM (autorisation de mise sur le marché) prévue en 2016.